# (9256) Tsukamoto
(9256) Tsukamoto (1324 T-2) – planetoida z pasa głównego asteroid okrążająca Słońce w ciągu 3,63 lat w średniej odległości 2,36 j.a. Odkryta 29 września 1973 roku.